# 星見陽介
星見 陽介（ほしみ ようすけ、12月6日 - ）は、日本の男性声優。現在フリー。以前はラムズに所属していた。
演劇集団 .comet <ドットコメット> 主宰・演出。

## 出演作品[1]

### 舞台
2000年～2003年
- 劇団青い森 巡業公演「山月記」
- 伊藤えん魔プロデュース 「超能力やくざ」- 一心寺シアター
- 劇団赤鬼 「Winds of God」- 神戸アートビレッジセンター
- 演劇集団よろずや 「反魂-hanngonn-」- 扇町ミュージアムスクエア
- 劇創ト社  「ＹＥＬＬ！」シアトリカル應典院
- エビス堂大交響楽団「エレイン博士の日常的冒険」- よしもとrise-1シアター
- 劇創ト社 「ＥＮＤ！」シアトリカル應典院
- エビス堂大交響楽団 「ロマンス！最☆終☆版」 - 神戸アートビレッジセンター・大阪追加公演 　at よしもとrise-1シアター
- 演劇集団よろずや    「オー・マイ・リョーマ」- 扇町ミュージアムスクエア
- エビス堂大交響楽団  「チャペル・ペララス」- よしもとrise-1シアター
- エビス堂大交響楽団  「ラジオドッグ超☆絶☆版」- 扇町ミュージアムスクエア
- エビス堂大交響楽団  「眠る天女の大冒険」 - シアトリカル應典院
- エビス堂大交響楽団 「星見vsドラえもん２０００」- 森ノ宮プラネットホール
- エビス堂大交響楽団 「続・夏のひりひり」 - 森ノ宮プラネットホール
- エビス堂大交響楽団  「恋する宇宙に人類は」- 扇町ミュージアムスクエア
- エビス堂大交響楽団  「笑う人魚の世界」  - 森ノ宮プラネットホール
- エビス堂大交響楽団  「ロマンス！完☆全☆版」 - 一心寺シアター

2006年
- Rams Actor's Theater　「陸の界族」- 全労済スペース・ゼロ

2007年
- Rams Actor's Theater  「陸の界賊 弐之章」- 神楽坂シアターIWATO

2008年
- .comet<ドットコメット> vol.1 「スターレット・タイフーン」 - 神楽坂シアターIWATO
- 世界名作小劇場 「タマゴよ、みな鳥になれると思うな」- サンモールスタジオ

2009年
- .comet<ドットコメット> vol.2 「クロノ・ランナー」- 神楽坂シアターIWATO
- .comet<ドットコメット> vol.3 「キャサリン・ザ・トリックスター」 - 参宮橋トランスミッション
- 劇団SevenStars 「燃ゆる暁に翳せ深紅の心」 - アトリエフォンティーヌ
- 劇団SevenStars「Metal御伽草紙 桃太郎」- シアター風姿花伝
- 笑劇ヤマト魂「仮名手本忠臣蔵」- 中野ザ・ポケット

2010年
- .comet<ドットコメット> vol.4 「Bプランズ」- 参宮橋トランスミッション

2011年
- .comet<ドットコメット> vol.5 「フロントライン」- 池袋シアターグリーン BASE THEATER

2012年
- .comet<ドットコメット> vol.6 「アンラッキー・ツイスターズ」- 池袋シアターグリーン BASE THEATER
- .comet<ドットコメット> vol.7 「ヘロペ」- 池袋シアターグリーン BASE THEATER

2013年
- .comet<ドットコメット> vol.8 「アーサー・パイソン」- 池袋シアターグリーン BASE THEATER
- .comet<ドットコメット> vol.9 「マルス・フィクション」- サンモールスタジオ

### アニメ
- HANOKA　葉ノ香（オヤジ）

### ゲーム
- アクエリアンエイジ オルタナティブ（システムボイス・魔術師マーリン・大天使ジブリール・マインドブレイカー（ピュア））
- アクエリアンエイジ オルタナティブ2（魔導師マクスウェル・数学教師薄木）
- アルトネリコ 世界の終わりで詩い続ける少女（聖騎士）
- グラナド・エスパダ（ハイ・シャーマン）

### ドラマCD
- ドラマCD エミルクロニクルオンライン ECO CDドラマ は～とふるMAP vol.3 （カイアス）
- Loon Moon

### ラジオ
- 放課後ひみつ会議（アニスタ.TV） ラジオドラマパート 脚本・出演
- 徳永愛のほわほわアイランド（アニスタ.TV）内ラジオドラマ「ポルテちゃんのマジカル奮闘記」 脚本・出演

### TV・CM
- 火曜サスペンス劇場「科捜研の女」
- NHKドラマ「かるたクィーン」
- NHKドラマ「まんてん」
- 「ポテトチップス」
- 「ユニバーサルスタジオジャパン」
- 「人材派遣クリスタル」

1. ↑   公式ウェブサイトより